# Ulstrup Kirke
 Ikke at forveksle med Ulstrupbro Kirke.
Ulstrup Kirke ligger i Hornum, ca. syv kilometer nordvest for Aars. Kirken er oprindeligt opført som en romansk kirke i 1100-tallet, men i 1936 blev den kraftigt ombygget. Den oprindelige kirke udgør i dag korsarmene i den korsformede bygning. Et særpræg ved kirken er den oprindelige kirkes afrundede hjørner, der stadig ses.